# Chinmi

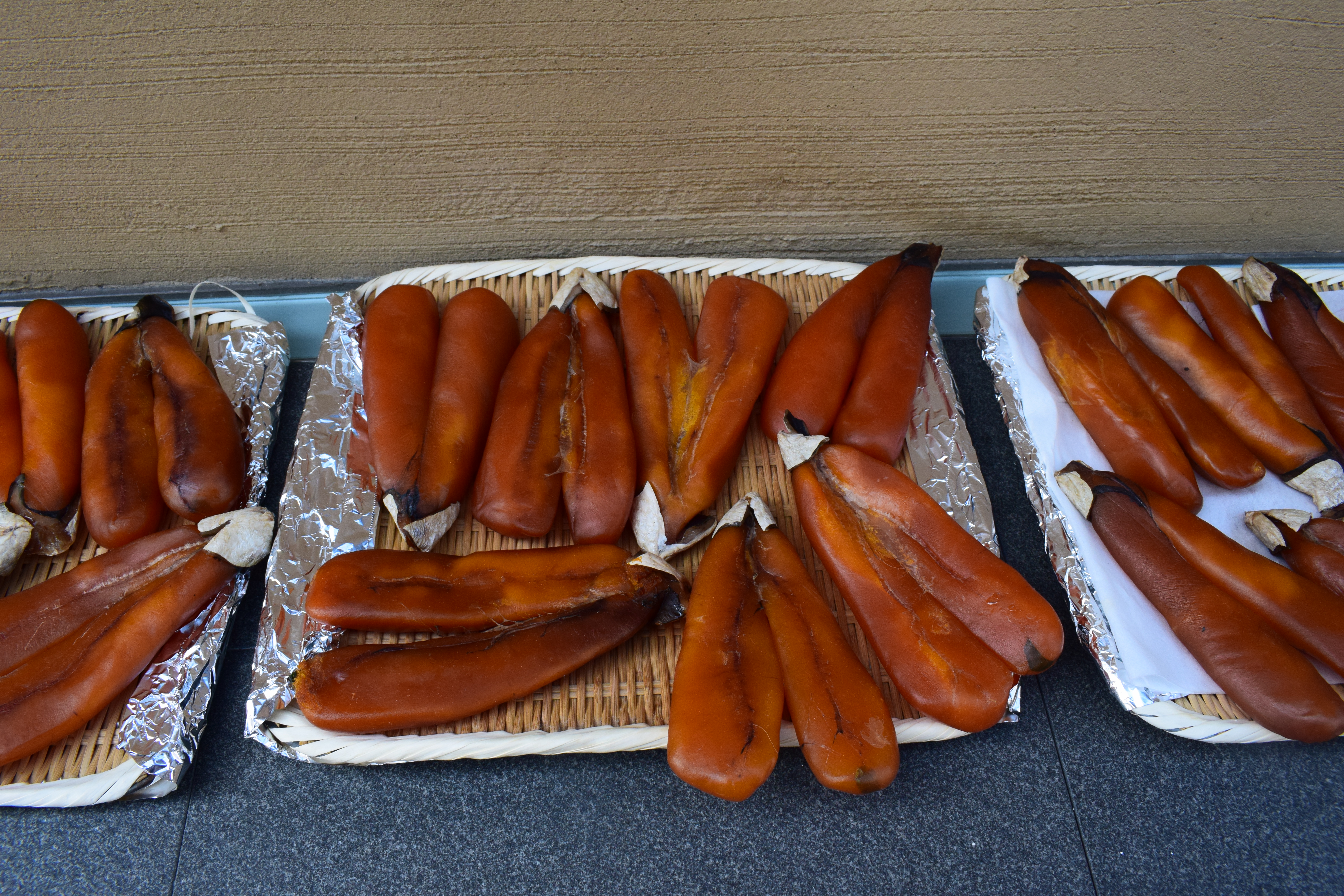
Chinmi tiêu biểu: Trứng cá đối ngâm muối (karasumi)

Chinmi (珍味 (Trân vị)) là một thuật ngữ tiếng Nhật có nghĩa đen là "hương vị quý hiếm", nhưng cũng được coi như "những món ăn ngon và quý" (mỹ vị và trân quý). Chúng là những món ăn không còn được phổ biến và chỉ được phục vụ ở một số địa phương nhất định. Rất nhiều món ăn trong đó liên quan tới các phương pháp ngâm đồ biển.

## Danh sáchChinmi

### Khu vựcHokkaidō
- Hizunamasu
- Ikanankotsu - Sụn mực mềm nấu chín
- Kankai - Cá khô Komai . Nó có thể được ăn nguyên hoặc nướng và ăn với nước sốt được làm bằng cách trộn sốt mayonnaise và nước tương và rắc bột ớt đỏ.
- Kirikomi
- Matsumaezuke
- Mefun
- Saketoba - Cá hồi xông khói
- Tachikama
- Uni

### Vùng Tohoku
- Awabi no Kimo - Cơ quan nội tạng của bào ngư
- Donpiko - Tim cá hồi. Vì chỉ có thể lấy một quả tim từ một con cá nên đây là món rất hiếm.
- Hoya - dứa biển
- Momijizuke - Những miếng cá hồi tươi được ngâm cùng Ikura
- Tonburi - Đặc sản của tỉnh Akita . Được làm từ hạt khô của cây hosagi .

### Khu vựcKanto
- Ankimo - Gan cá Anko được để tươi hoặc hấp lên
- Kusaya - Cá khô ngâm của quần đảo Izu

### VùngChūbu
- Fugu no Ranso no Nukazuke - buồng trứng cá nóc đã khử độc trong cám gạo
- Hebo
- Ika no Maruboshi
- Inago no Tsukudani
- Konowata
- Kuchiko
- Kurozukuri
- Zazamushi

### Khu vựcKinki
- Daitokuji Natto
- Funazushi
- Kinzanji Miso

### Khu vựcChūgoku
- Hiroshimana

### Khu vựcShikoku
- Chorogi
- Katsuo no Heso
- Shuto
- Dorome

### VùngKyūshū
- Ganzuke ( Saga )
- Karashi Mentaiko ( Fukuoka )
- Karashi Renkon ( Kumamoto )
- Karasumi ( Nagasaki )
- Okyuto ( Fukuoka )

### Khu vựcOkinawa
- Tofuyo
- Umibudo - Một loại rong biển ăn được với những hạt nhỏ ở trên thân của nó